# Delvinë
Delvinë là một đô thị trong quận Delvinë thuộc hạt Vlorë, Albania. Dân số năm 2005 là 6475 người.